# Panoptikon

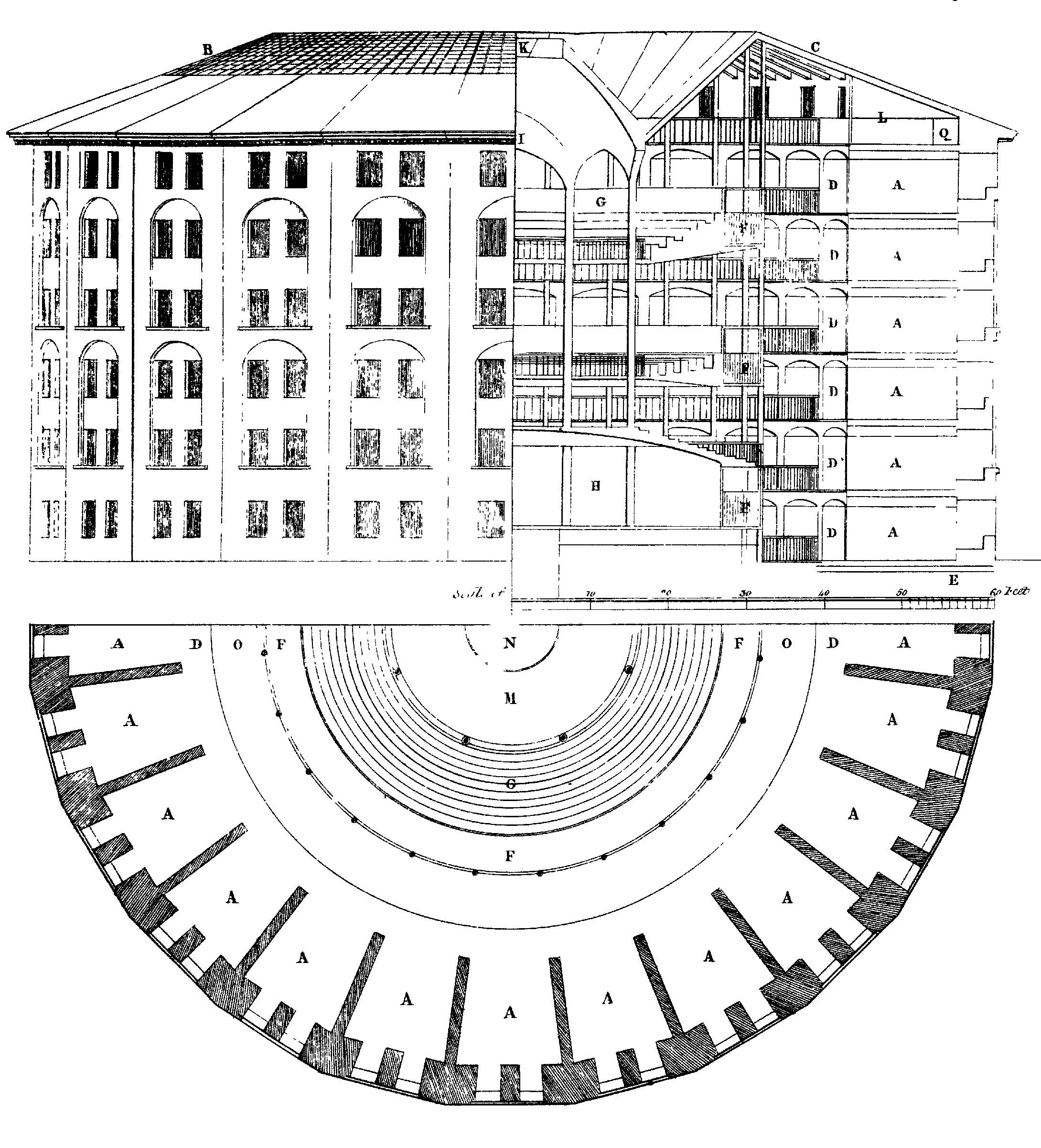
Projekt Panoptikonu, 1791

Panoptikon (Panopticon; gr. pan = wszystko; optikos = widzieć) – nazwa więzienia, wymyślonego i zaprojektowanego przez angielskiego filozofa utylitarystę, Jeremy'ego Benthama. Niezwykłość Panoptikonu miała polegać na tym, że jego konstrukcja umożliwiałaby więziennym strażnikom obserwowanie więźniów tak, by nie wiedzieli, czy i kiedy są obserwowani.
Panoptikon został opisany przez Benthama w pracy pod tytułem Panoptikon albo Dom Nadzoru opisujący ideę nowych zasad budowy wszelkich zakładów, w których wszelkiego rodzaju osoby winny się znajdować pod nadzorem, w szczególności więzień, ale też aresztów, fabryk, warsztatów, przytułków, lazaretów, manufaktur, szpitali, domów wariatów i szkół (1787).

## Konstrukcja
Schemat panoptikonu składa się z kilkupoziomowej wieży strażniczej umieszczonej wewnątrz pierścieniowatej budowli podzielonej na pojedyncze cele. Cele miały być oddzielone grubym murem i wyposażone w system zewnętrznych i wewnętrznych okien, tak, by ich wnętrze było zarazem dobrze oświetlone, a więźniowie odizolowani od innych więźniów.
Więźniowie mieli być nieustannie obserwowani przez strażników, którzy sami mieli pozostawać niewidoczni. Bentham planował ukrycie ich za weneckimi lustrami, umieszczonymi w punktach obserwacyjnych. Do tego Bentham wymyślił złożony system połączeń między pomieszczeniami wieży strażniczej. Dzięki niemu z wieży nie wydobywałoby się światło ani hałas, które mogłyby zdradzić obecność strażników.
Bentham uważał, że największą zaletą jego pomysłu jest to, że Panoptikon w zamierzeniu miał być znacznie tańszy w utrzymaniu niż zwykłe więzienia. Nie potrzebowałby bowiem licznego personelu. Teoretycznie, w idealnej sytuacji, wieża strażnicza mogłaby nawet być pusta, bo skoro strażników nie widać, nie muszą ciągle trwać na posterunku, a więźniowie i tak nie będą tego świadomi. Zdaniem Benthama, więźniowie Panoptikonu byliby strażnikami sami dla siebie, wyręczając tym samym jego pracowników.

## Próba budowy

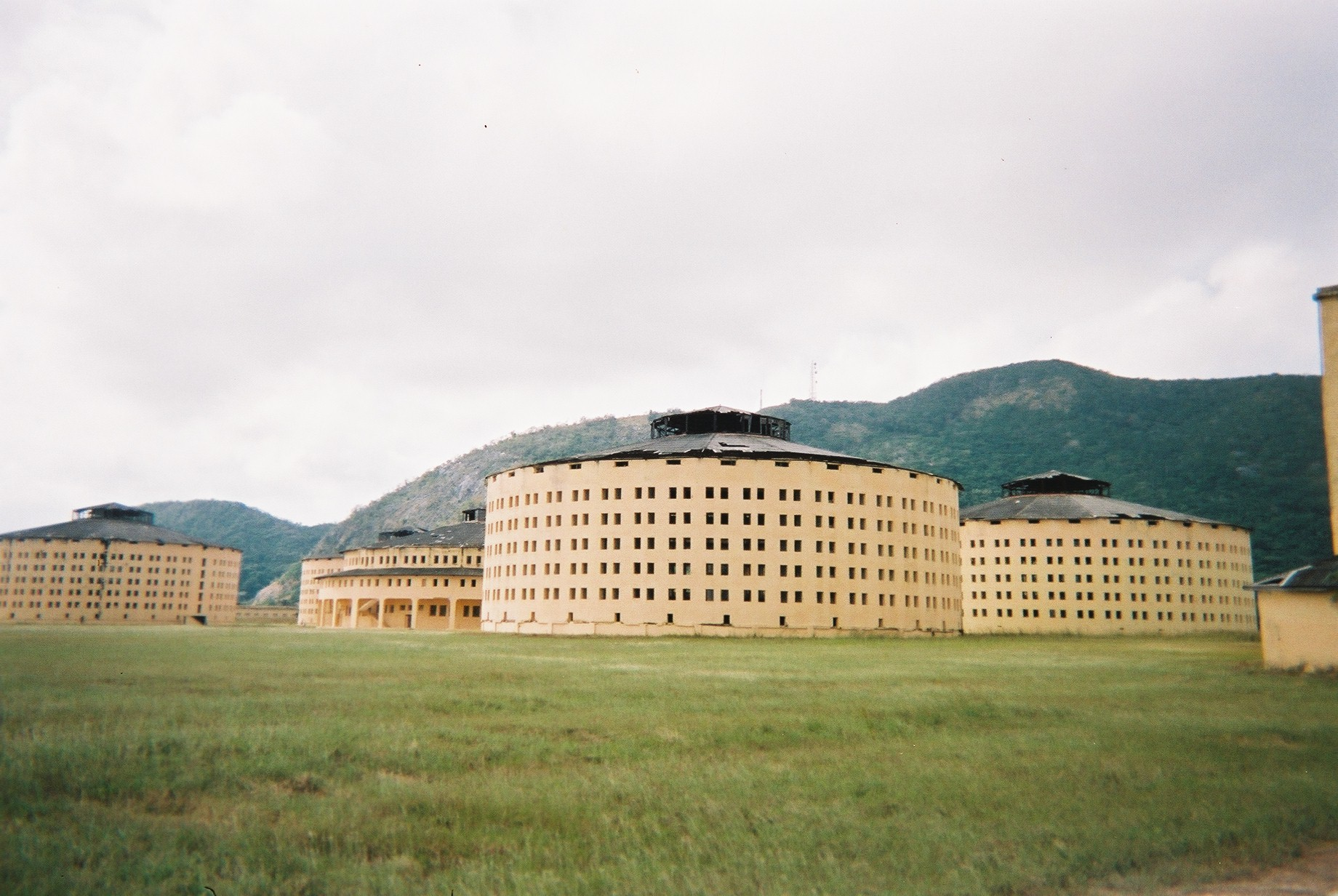
Więzienie Presidio Modelo na Kubie

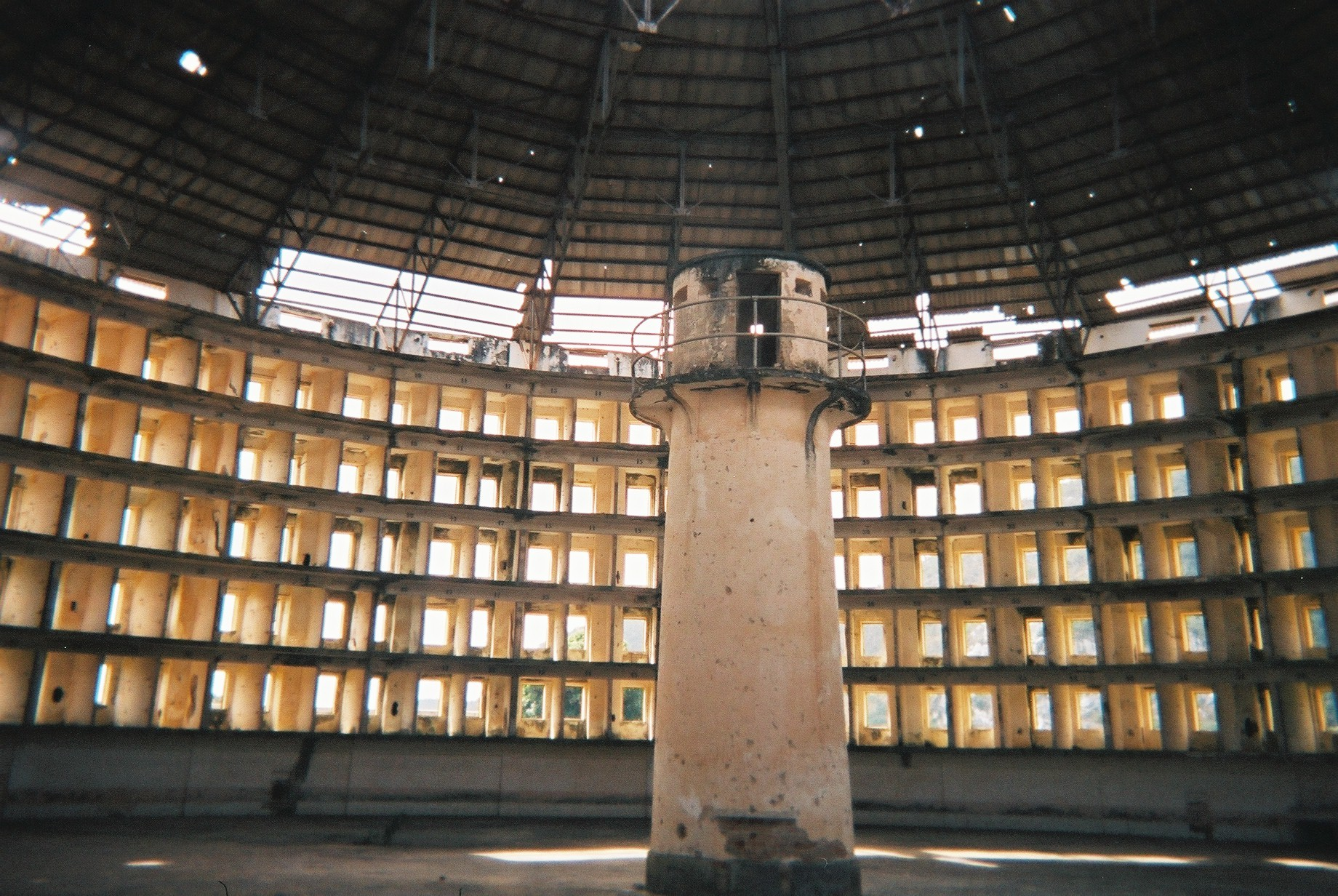
Wnętrze więzienia

Bentham poświęcił wiele czasu i pieniędzy na to, by przekonać brytyjski Komitet do spraw Reformy Prawa Karnego, Parlament i króla Jerzego III o użyteczności Panoptikonu oraz by otrzymać zezwolenie na jego budowę. W 1811 Bentham uzyskał od Parlamentu upoważnienie do zakupu w imieniu Królestwa gruntu pod budowę więzienia. W 1813 król odmówił jednak uznania tego zakupu i pomysł ostatecznie upadł. Bentham otrzymał 23 tys. funtów tytułem odszkodowania za straty finansowe.
Panoptikon nie został nigdy zbudowany, ale projekt Benthama miał wpływ na kształt m.in. więzienia Pentonville w północnym Londynie, więzienia Armagh Gaol w Irlandii Północnej, Zakładu Karnego Eastern State w amerykańskiej Filadelfii, Aresztu Śledczego w Toruniu, jak również aresztu śledczego KGB w Mińsku.

## Panoptikon w literaturze
Panoptikon, poza pewnym wpływem na architekturę penitencjarną, znalazł także miejsce w filozofii, głównie za sprawą Michela Foucaulta, który użył Panoptikonu jako symbolu permanentnej inwigilacji w książce pt. Nadzorować i karać (1975) rozwijającej szerzej pojęcie panoptyzmu. Pojęcia Panoptikon użył także John Twelve Hawks w swojej powieści pt. Traveler. W książce Olgi Tokarczuk pt. Czuły narrator (2020) autorka przytacza pojęcie panoptykonu, jako porównanie do życia współczesnego człowieka, które jest poddane ciągłej obserwacji i analizie. Dom Nadzoru Tomasza Sobieraja – antologia opowiadań opartych na idei Panoptikonu i braku kontroli nad własnym życiem. Panoptikon znalazł się również w dystopijnej książce Rok 1984 autorstwa George’a Orwella.